# Xavier Querol Carceller
Xavier Querol Carceller (Morella, 1963) es un geólogo y profesor investigador español, reconocido por sus trabajos sobre contaminación atmosférica.

## Biografía
Licenciado y doctorado en Ciencias Geológicas por la Universidad de Barcelona —con Premio Extraordinario en ambos casos— realizó la formación postdoctoral en el Consejo Superior de Investigaciones Científicas (CSIC) y en el Natural Environment Research Council, británico, en concreto en las instalaciones en Keyworth del British Geological Survey (BGS).
En 1994 comenzó a trabajar como profesor investigador en el Instituto de Ciencias de la Tierra Jaume Almera del CSIC. Ha sido vicedirector del Instituto de Diagnóstico Ambiental y Estudios del Agua (IDAEA-CSIC) en Barcelona, donde también es profesor. Es miembro del consejo asesor para la Unión Europea en el programa 'Clean Air for Europe', de las Naciones Unidas y del comité científico asesor sobre calidad del aire de la Organización Mundial de la Salud en el área de la Unión Europea. Ha destacado por sus trabajos en la evaluación del impacto del accidente en la mina de Aznalcollar y el diseño de medidas para paliarlo,  ha trabajado en el diseño científico de los planes de calidad del aire para el Plan Nacional y el del Ministerio de Agricultura y Medio Ambiente, así como en determinadas áreas y entornos urbanos de la Comunidad Valenciana y Cataluña.
Autor de más de cuatrocientos artículos en revistas especializadas y ha dirigido veinticinco tesis doctorales. El conjunto de su actividad científica se ha dirigido al estudio de la contaminación atmosférica, en concreto del aerosol atmosférico, para entender el impacto en la calidad del aire y en el clima terrestre, el reciclaje de residuos procedentes de la combustión y la geoquímica del carbón. En 2013, la Generalidad Valenciana reconoció «su contribución científica a la mejora de la calidad del aire y reducir el impacto de la contaminación sobre la población», otorgándole el Premio Rey Jaime I sobre Protección del Medio Ambiente.

## Reconocimientos
- En 2017 fue seleccionado por la revista Quo y el Consejo Superior de Investigaciones Científicas para la «Selección Española de la Ciencia», como uno de «los más brillantes científicos e investigadores españoles».[5]